# 2005 XA8 (planetka)
2005 XA8 je planetka patřící do Apollonovy skupiny. Spadá současně mezi objekty pravidelně se přibližující k Zemi (NEO). Protože se v budoucnu může značně přiblížit k Zemi, byla zařazena též mezi potenciálně nebezpečné planetky (PHA). Její dráha však prozatím není definitivně stanovena, proto jí nebylo dosud přiděleno katalogové číslo.

## Popis objektu
Vzhledem k tomu, že byla pozorována jen 12 dní během mimořádného přiblížení k Zemi, nestihli astronomové provést spektroskopický výzkum. Proto o jejím chemickém složení není nic známo. Její průměr je odhadován na základě hvězdné velikosti a protože není známo ani albedo jejího povrchu, je proto značně nejistý, stejně jako údaje o hmotnosti a střední hustotě, uvedené v připojené tabulce.

## Historie
Planetku objevili 6. prosince 2005 kolem 07:40 světového času (UTC) na Lincoln Laboratory Observatory jednometrovým dalekohledem s CCD kamerou v rámci programu LINEAR astronomové M. Bezpalko, L. Manguso, D. Torres, R. Kracke, A. Milner a H. Love. Necelý den před tím, 5. prosince 2005 v 11:12 UTC, prolétla rychlostí 12,22 km/s v minimální vzdálenosti 224 tis. km od středu Země. 

## Výhled do budoucnosti
Ze znalosti současných elementů dráhy planetky vyplývá, že minimální vypočítaná vzdálenost mezi její drahou a dráhou Země činí 214 tis. km. Nejbližší přiblížení k Zemi na vzdálenost 10,9 mil. km se očekává 17. července 2022. V tomto století dojde ještě k dalším bezproblémovým přiblížením tohoto tělesa k Zemi, a to 2032, 2044 a 2054. V roce 2091 má prolétnout kolem Marsu ve vzdálenosti přibližně 7,4 mil. km. 
Od roku 2063 se však téměř každý rok bude značně přibližovat k Zemi vždy počátkem prosince. Největší nebezpečí bude hrozit 5. prosince 2076. Přesto kumulativní pravděpodobnost srážky se Zemí v průběhu 21. století není příliš vysoká a byla vyčíslena americkým střediskem pro sledování PHA na 7,9×10−5 (tj. 1:13 000). Období blízkých průletů má skončit v prosinci 2086. Na turínské škále je proto klasifikována stupněm 0, na palermské −4,55. 
Podle analýz italského střediska pro sledování nebezpečných planetek je však americkými odborníky vypočítaná hodnota pravděpodobnosti kolize značně nadhodnocená. Pokud by však ke srážce přesto došlo, činila by rychlost střetu tělesa se Zemí přibližně 16,43 km/s. Vzhledem k odhadovaným rozměrům by její kolize se Zemí způsobila menší škody.